# Estatueta

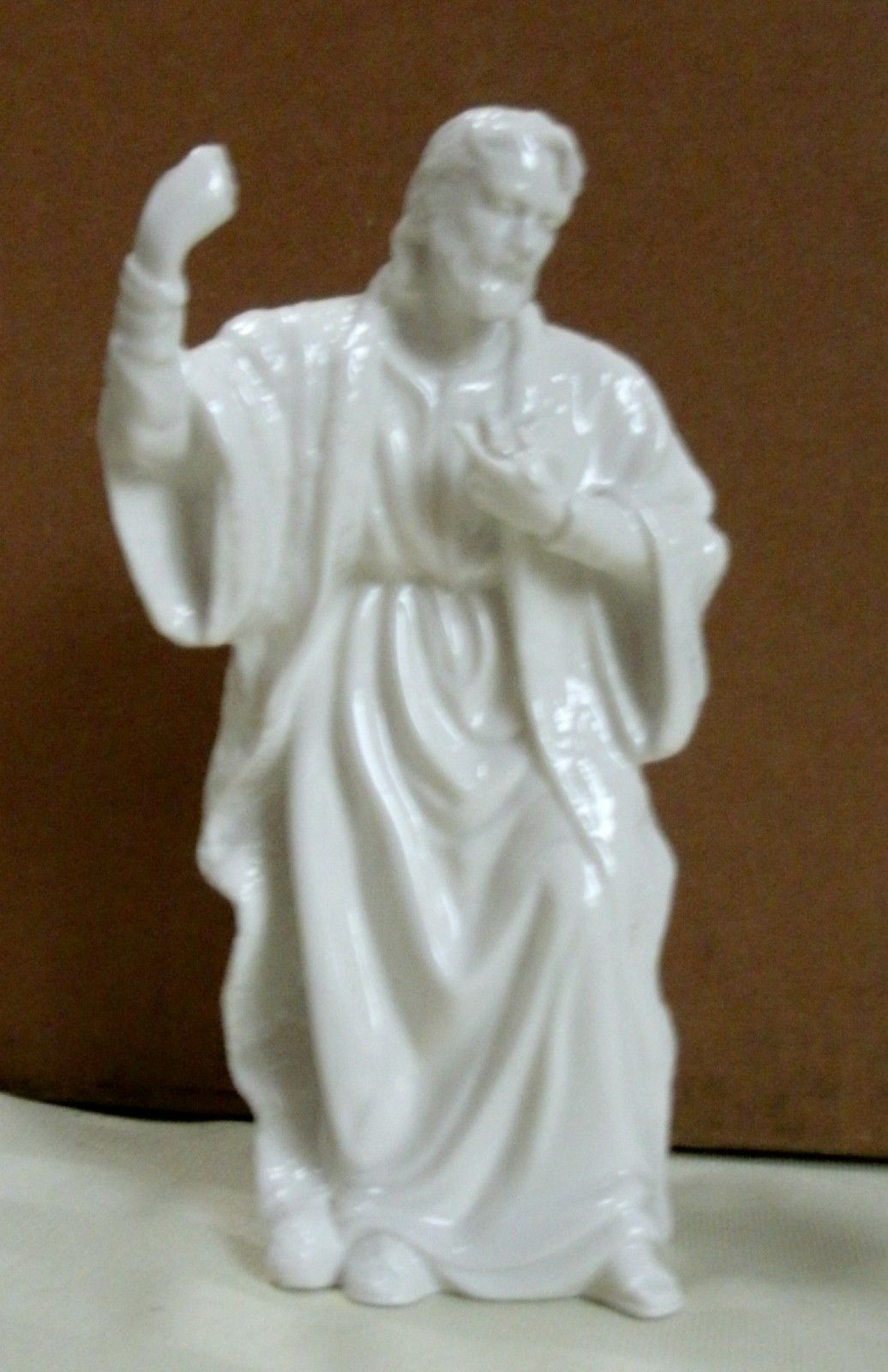
Porcellana de Sant Josep.

Una estatueta o figureta és una representació d'un humà, un déu o un animal. Poden ser realista o icònica. Les primeres van ser fetes d'argila. Les version modernes estan fetes de ceràmica, metall,vidre, fusta i de plàstic.

## Prehistòria
A la Xina hi ha estàtues del Neolític.
Moltes estatuetes d'argila cremada europees, datades de 25000-30000 aC, són la ceràmica més antiga que es coneix.
A la Creta minoica es feien estatuetes de terracotta.

## Història
La porcellana i altres ceràmiques són materials comuns per a les estatuetes. N'hi ha molts exemples a la Xina. Les primeres estatuetes europees de porcellana es van fer a Alemanya amb el procediment de Meissen.
En l'actualitat dues grans empreses que produeixen estatuetes de porcellana són la Royal Doulton i la valenciana Lladró.

## Galeria

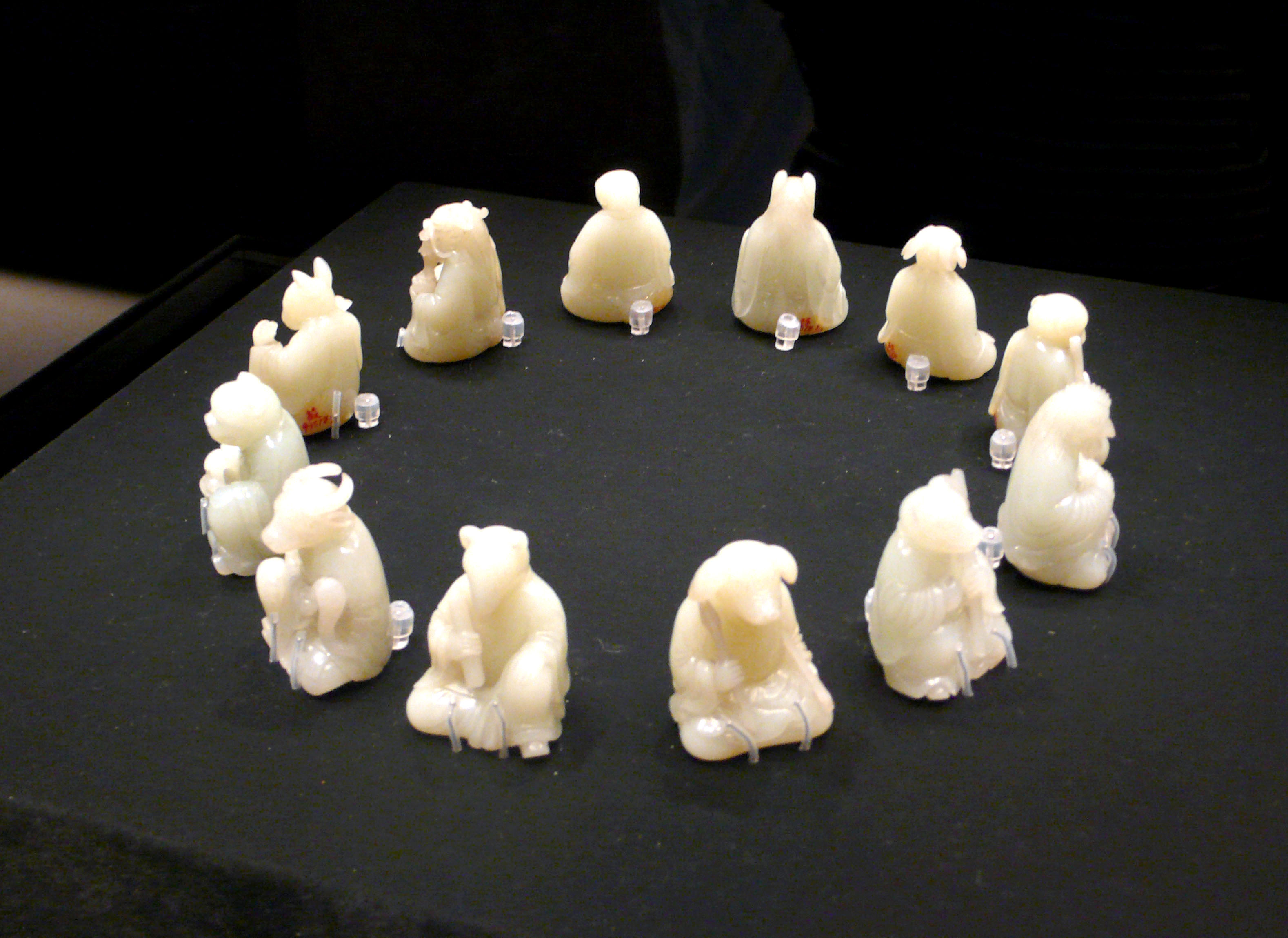
Zodíac xinès

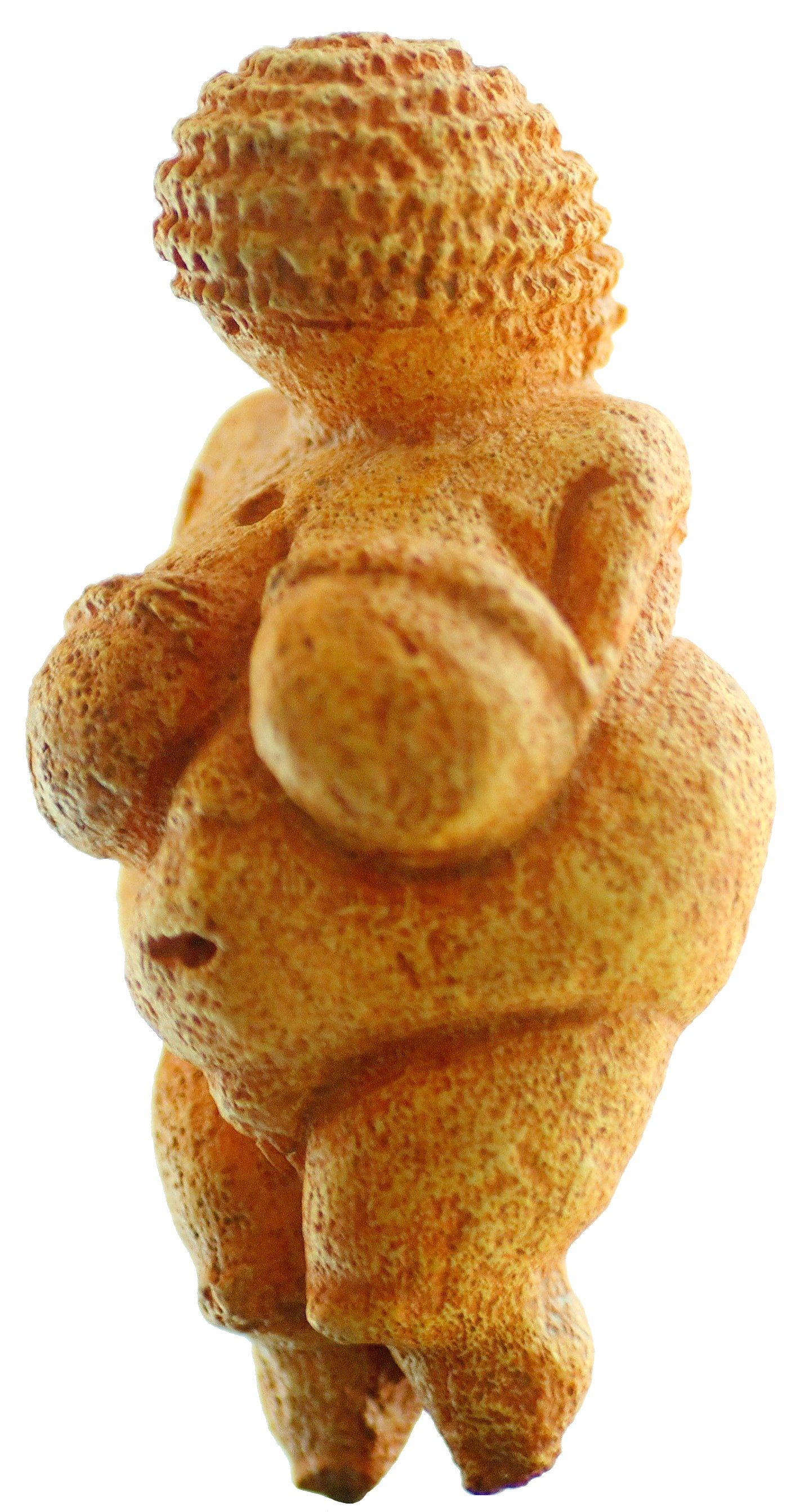
Venus de Willendorf.
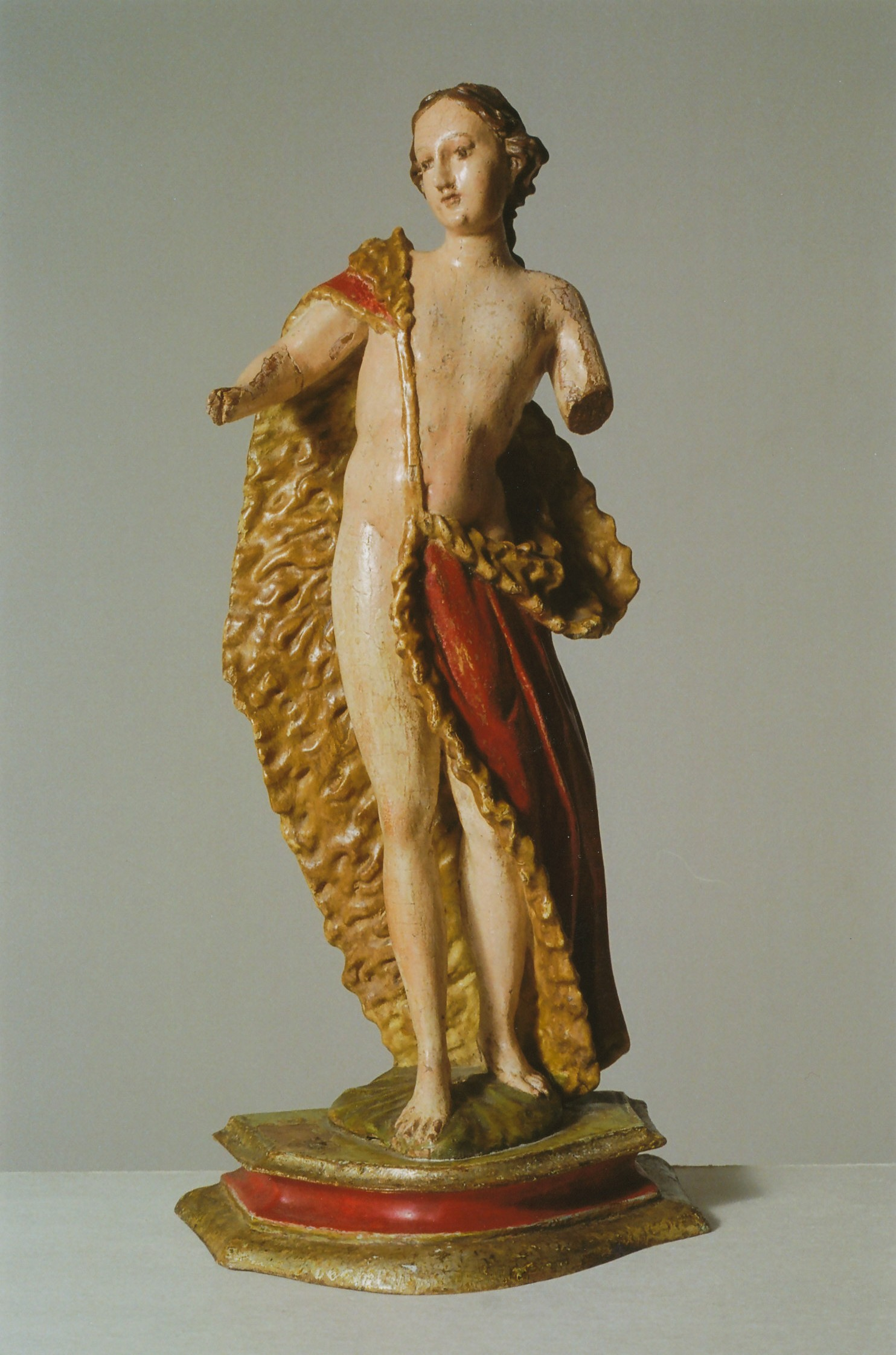
Estatueta de Sant Josep Baptista, segle xviii.
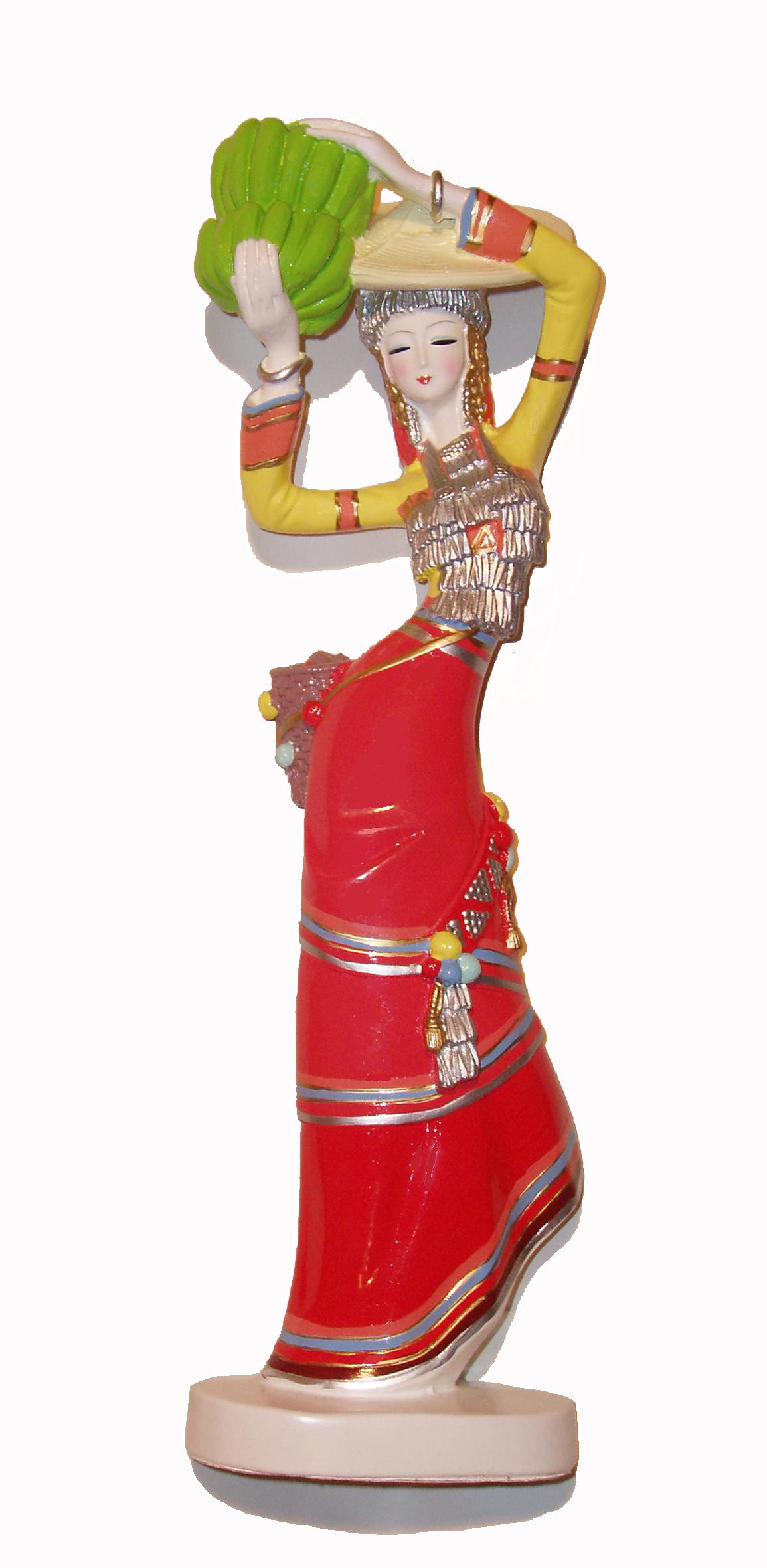
Thai
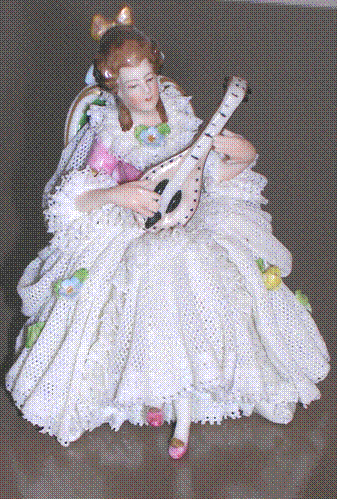
Porcellana de Dresden

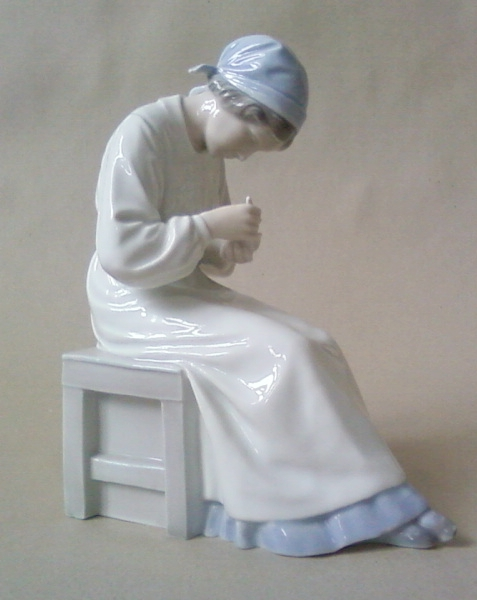
Copenhagen
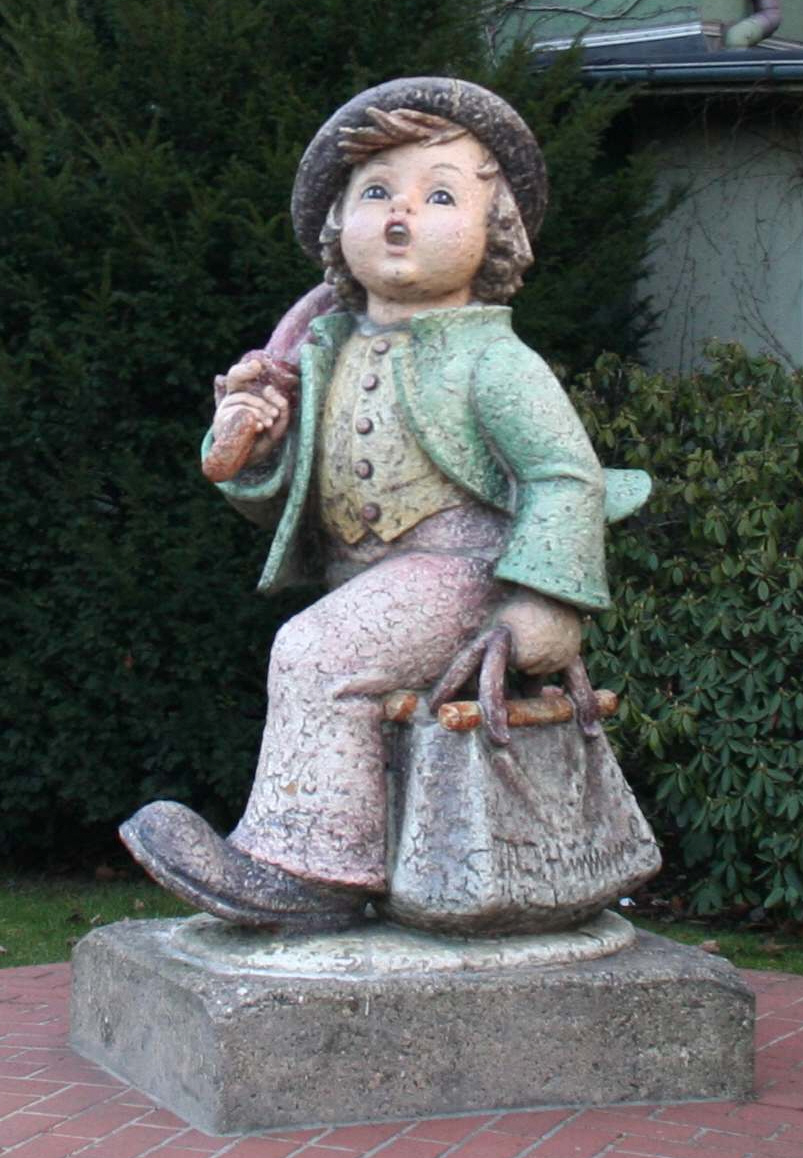
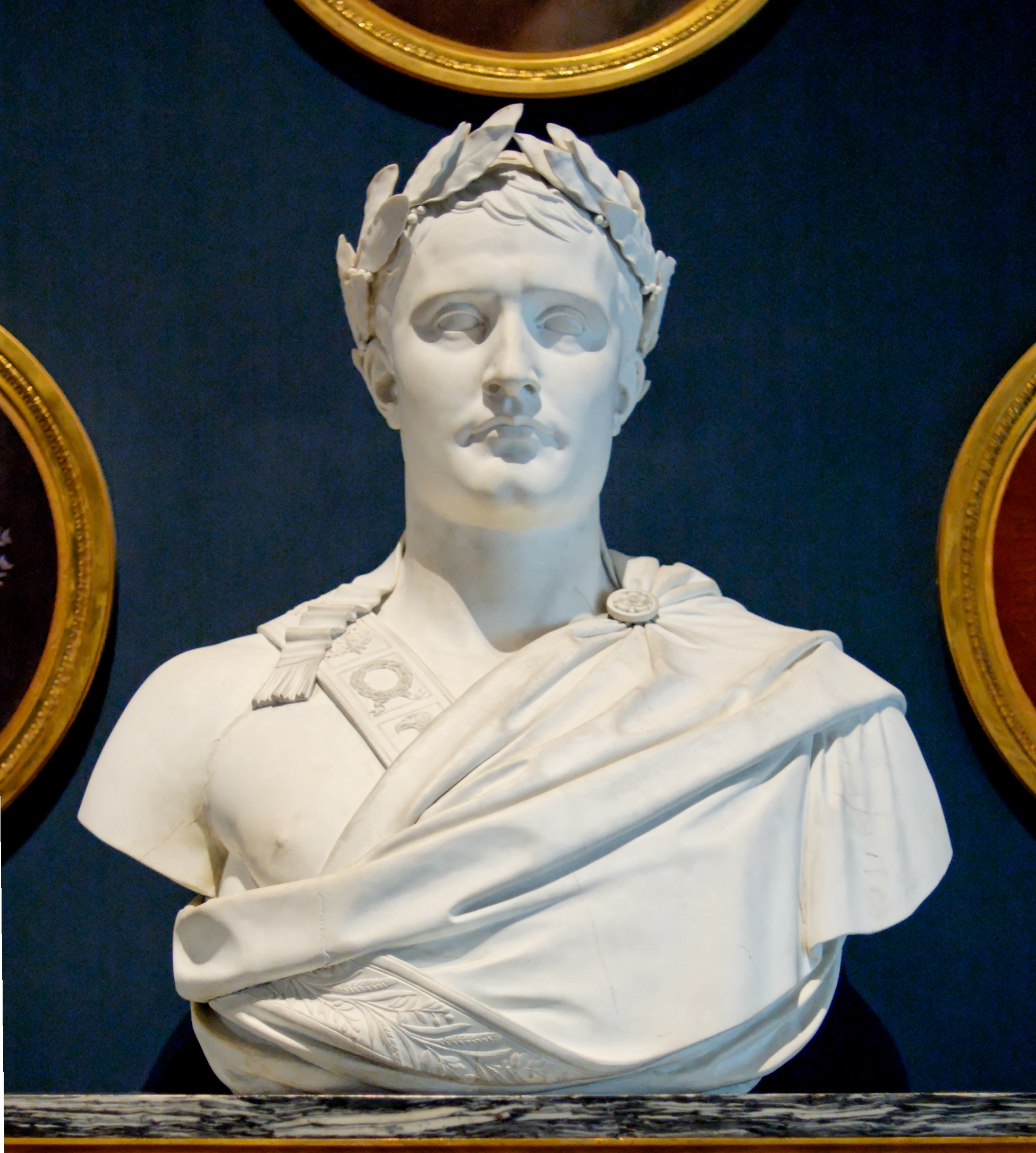
Napoleó I., 1811
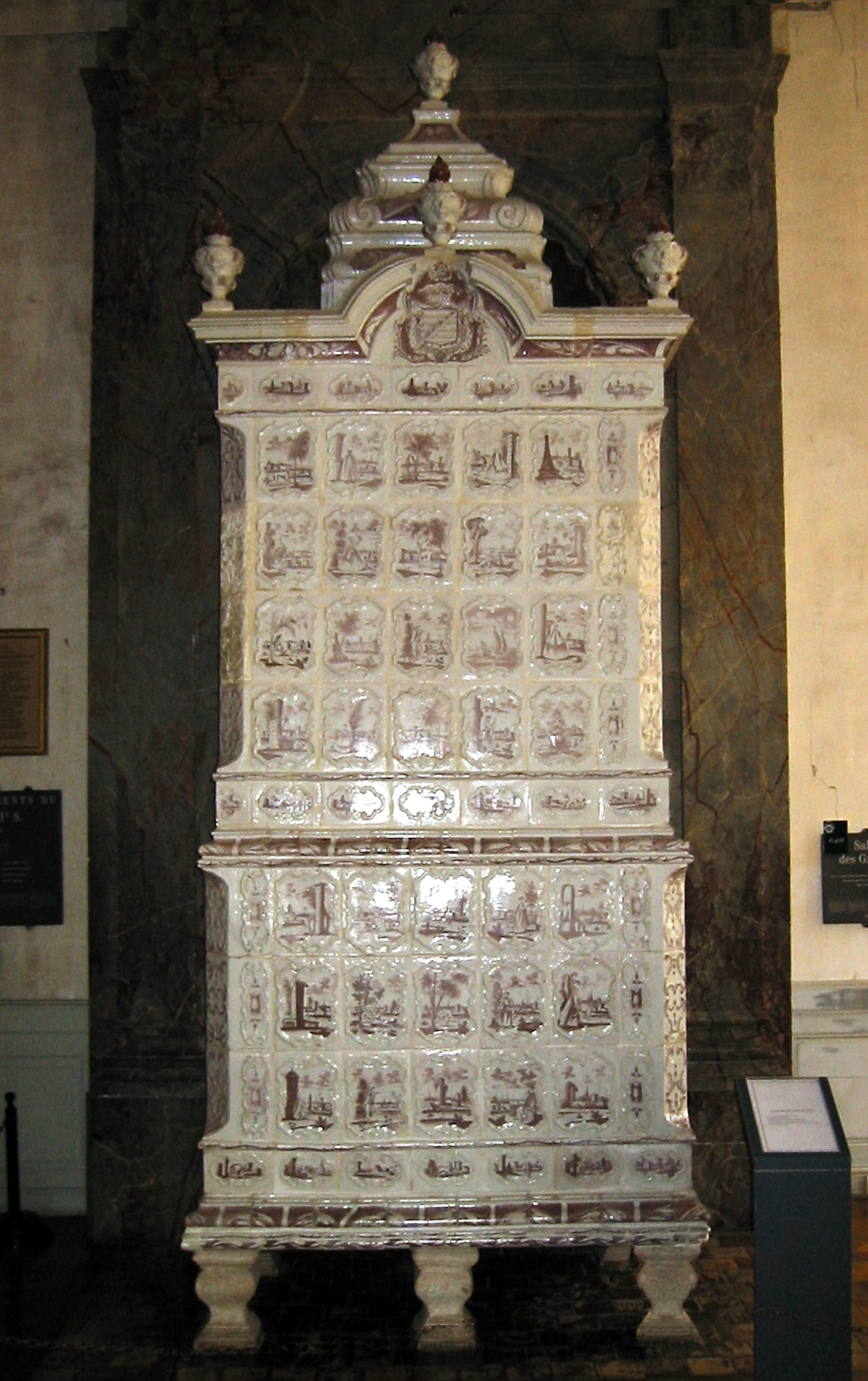

- Zodíac xinès